# Ингви и Алв
Ингви и Алв (Yngve og Alv) са легендарни братя-конунги от ранния клон на династията на Инглингите - Скилфингите.
Снори Стурлусон съобщава в своята Сага за Инглингите, че Ингви и Алв били синове на Алрик и станали конунги на Гамла Упсала след като баща им Алрик и неговият брат Ейрик се убили един друг. Ингви и Алв по същия начин започнали да си съперничат. Причина за враждата им станала съпругата на Алв – Бера, която била красавица и „обичала да се весели“, а Алв бил суров и мълчалив, не обичал пиршествата и си лягал рано. Ингви бил негова противоположност – забавен, щедър, смел, често се отправял в походи и те винаги били победоносни затова той бил много популярен и харесван. Бера често оставала вечер с девера си и казвала на съпруга си, „че е щастливка онази жена, която има за мъж Ингви, а не Алв“.
Една есен Ингви се върнал от поредния успешен поход и по обичая си останал да пие на трапезата до късно през нощта в компанията на Бера, на която ѝ било приятно да разговаря с него. Алв влязъл в залата, когато Бера и Ингви седели на кралското място и водели разговор. На коленете на Ингви лежал мечът му. Повечето присъстващи били твърде пияни, за да обърнат внимание на Алв. Той се приближил, извадил изпод плаща си своя меч и пронизал Ингви. Смъртно ранен, Ингви също скочил, сграбчил меча си и посякъл Алв. Двамата се строполили мъртви на пода. Били погребани в две могили в равнината на Фирисвелир.
След смъртта на братята, конунг станал Хуглейк, синът на Алв, защото двамата сина на Ингви, Йорунд и Ейрик, били още деца.

## Приблизителна датировка
Шведският археолог Биргер Нерман на основание археологически и други данни смята, че тези събития могат да бъдат датирани през първата половина на V в.